# Johann Tramm

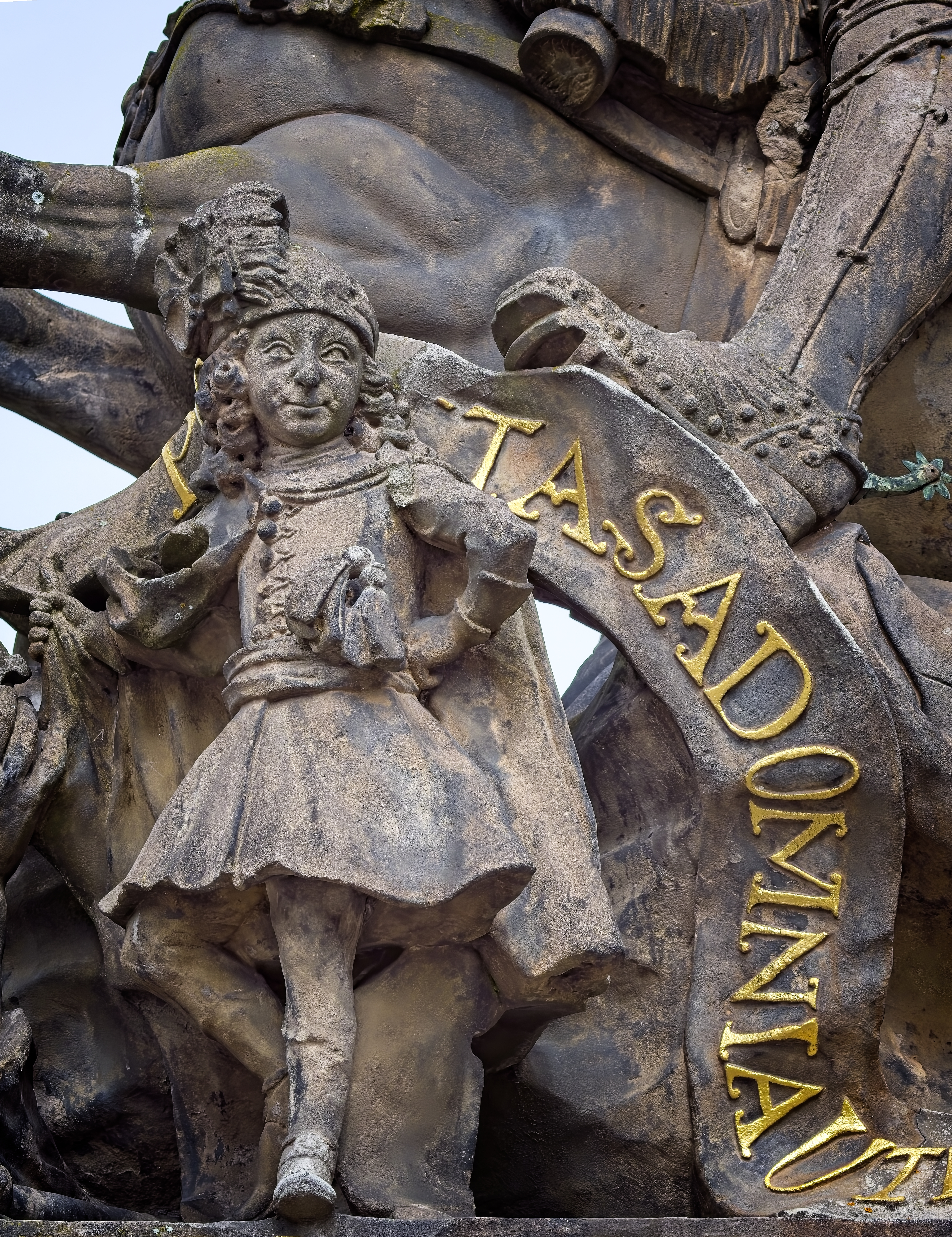
Der Hofzwerg Johann Tramm d. J. am Markgrafenbrunnen in Bayreuth

Johann Tramm (* 11. Dezember 1689 in Stammbach; † 1. Juli 1710 in Torgau) war der Hofzwerg von Christiane Eberhardine von Brandenburg-Bayreuth (1671–1727) und wurde von Elias Räntz (1649–1732) am Markgrafenbrunnen in Bayreuth verewigt.

## Leben
Johann Tramm wurde am 11. Dezember 1689 in Stammbach geboren. Johann Ernst Teichmann (1694–1745), seit 1725 Pfarrer der Gemeinde, schrieb später in seinen Aufzeichnungen: 

„1689, den 10. Dezember ward allhier geboren Johann Tramm, ein außerordentlich wohlgestallt und verständiger Zwerg.“

Sein Vater Johann Tramm d. Ä., ebenfalls kleinwüchsig, findet sich in einem 1694 angelegten Verzeichnis der vom Rat der Stadt neu aufgenommenen Bürger. Für den 5. Januar 1690 heißt es dort:

„Ist bey neuer Rathsversammlung die jungen Bürger allhier vorgenommen und zugleich in die bürgerliche Pflicht genommen worden, wie wohl es hätte eher geschehen sollen und wegen anderer Verrichtung bis dato angestanden und also anjetzo ins Werk gerichtet worden: […] Hans Trammpp.“

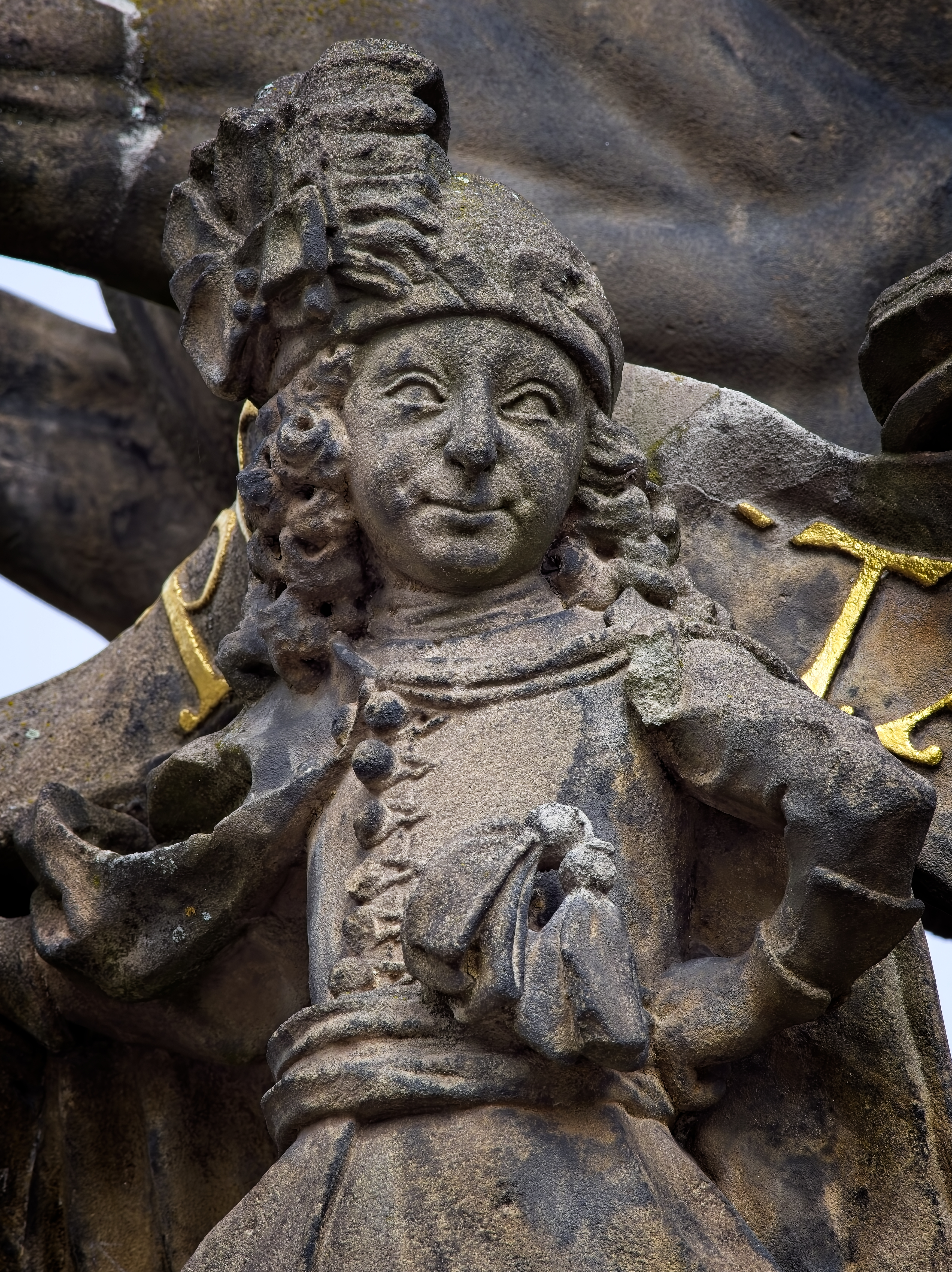
Der Hofzwerg Johann Tramm d. J. (Detailaufnahme)

Schon bald nach dem Jahr 1690 muss die Familie die Gemeinde Stammbach verlassen haben, denn das Johann Tramm d. Ä. zugewiesene Tropfhaus war seitdem anderweitig vergeben. Wahrscheinlich wurde die Familie an den markgräflichen Hof nach Bayreuth geholt, wo Vater Tramm als Saalmeister beschäftigt war.
Im Rahmen der Hochzeitsfeierlichkeiten zwischen Christiane Eberhardine, der ältesten Tochter des Markgrafen Christian Ernst (1644–1727), und Friedrich August (1670–1733) im Jahr 1693 in Bayreuth, wurde die Braut aufmerksam gemacht auf Vater und Sohn Tramm. Die über Jahrhunderte weitergegebene Anekdote, Johann Tramm d. J. sei beim Hochzeitsmahl in einer Riesenpastete verborgen mit den anderen Speisen zusammen aufgetragen worden und habe diese dann zum Erstaunen der Gäste verlassen, gilt heute, auch aufgrund des kindlichen Alters, als äußerst fraglich.
In der älteren Literatur ist außerdem kolportiert worden, dass Johann Tramm d. J. als „Hochzeitspräsent“ Christiane Eberhardine nach Dresden und später auf das Schloss in Pretzsch folgte. Auch das ist höchst unwahrscheinlich. Heute wird davon ausgegangen,  dass der Markgraf Christian Ernst den Hofzwerg nach dem Tod seiner Ehefrau Sophie Luise (1642–1702) im Jahr 1702 seiner Tochter als „Geschenk“ vermachte. So steht es auch in der 1710 gedruckten Leichenpredigt von Gottfried Steinbrecher. Zusammen mit seinen Eltern und einer Magd lebte Johann Tramm d. J. seitdem in den Residenzen der sächsischen Kurfürstin in Torgau und Pretzsch. Über die Mutter sind keine weiteren Einzelheiten bekannt. Sie soll aber von normalem Wuchs gewesen sein und ihre Anwesenheit in Torgau ist für die Jahre von 1703 bis 1709 belegt.
1703 wird Johann Tramm d. J., er wurde wertschätzend als Marquis Sans Pareil (= Marquis Ohnegleichen) bezeichnet, das erste Mal in einer schriftlichen Quelle genannt. Bei einem Hoffest in Torgau erschien er als Kapuzinermönch verkleidet und trug ein humoristisches Loblied vor. Dieses wurde als so erinnerungswürdig erachtet, dass es noch im gleichen Jahr unter dem Titel Der bey Aller- Und Durchlauchtigsten Zusamenkunfft, Auf dem Schloß Hartenfelß zu Torgau Den 13. Decembris 1703. Unter der Capuciner-Cutte verkappete, Marqvis Sans Pareil gedruckt wurde. Die erste Strophe lautet:

Ein Mönch! 

Ein kleiner Mönch 

Von anderthalben Ellen 

Singt unvergleichlich froh 

In dulci Jubilo!

Weil sogar überhohe grosse Gäste 

Zu einem Freudenfeste 

Die Mühe sich genommen 

Nach Torgau her zukommen.

Eva Seemann schreibt über diese Zusammenkunft in ihrem Werk Hofzwerge. Kleinwüchsige Menschen an deutschsprachigen Fürstenhöfen der Frühen Neuzeit folgendes:

„Vor dem Hintergrund der Konversion Kurfürst Friedrich Augusts zum Katholizismus und der entschiedenen Ablehnung dieses Schrittes durch seine streng protestantische Ehefrau Christiane Eberhardine ist diese Szene klar als Parodie zu verstehen.“

Diese konfessionelle Auseinandersetzung führte zur endgültigen Zerrüttung der Ehe und Christiane Eberhardine lebte zunehmend zurückgezogen auf ihrem Schloss in Pretzsch an der Elbe. Zeitweise hielt sie sich auch auf Schloss Hartenfels in Torgau auf, wo 1705 Johann Tramm d. Ä. verstarb und am 30. Juni öffentlich beigesetzt wurde. In den kommenden Jahren wurde Johann Tramm d. J. für Christiane Eberhardine immer wichtiger.  

„[Er] erhielt – einem Adeligen gleich – am Hof […] eine vorzügliche Erziehung. Im Laufe seines kurzen Lebens kam der Knabe sodann bei ihr wegen seiner devoten Ergebenheit, Aufrichtigkeit und angenehmen Unterhaltungsgabe zu einem außergewöhnlichen Ansehen, ja, wurde offenbar von [ihr] wirklich geliebt .“

Die Kurfürstin befand sich auf einer Badereise, als Johann Tramm d. J. völlig unerwartet mit 21 Jahren am 1. Juli 1710 auf Schloss Hartenfels an einem Schlaganfall verstarb. Beigesetzt wurde er auf dem Friedhof der Marienkirche. Welch hohes Ansehen er genoss, zeigte sich auch darin, dass Christiane Eberhardine ein aufwendiges Epitaph für ihn anfertigen ließ. Hinzu kam, dass er in Lebensgröße auf dem Markgrafenbrunnen in Bayreuth verewigt wurde. Im Besitz der Kurfürstin befanden sich außerdem zwei Ölgemälde des Marquis sans Pareil. Das eine zeigte ihn als Scaramunz und gilt heute als verschollen. Auf dem zweiten trägt er stolz die rote Uniform eines Grenadiers (Dieser Marquis noch einmal, in Grenadirer Habit, auf Leinwand voriger Größe). Es befindet sich heute im Besitz des Vemmetofte Klosters in Dänemark.

## Leichenpredigt
Die Beisetzung von Johann Tramm d. J. fand am 3. Juli 1710 in Torgau statt. Die später in den Druck gegebene Leichenpredigt hielt Gottfried Steinbrecher (1662–1732), der damalige Rektor der städtischen Lateinschule. Der Titel lautet:  

„Das durch Gottes Wunder-Hand gebildete Meister-Stück der Natur, Welches der allweise Schöpffer Der Aller-Durchlauchtigsten und Großmächtigsten Fürstinn und Frauen, Frauen Christianen Eberhardinen, Königinn in Pohlen und regierenden Chur-Fürstin zu Sachsen, An einem von Tugend und Verstande Hochbeliebten Zwerg-Gewächse: An dem so genannten Marqvis sans Pareil, Herrn Johannen Tramm, von Stammbach, Zu Ihro Königl. Majestät sonderbahren Vergnügen gegönnet, Wollte bey dessen plötzlichen Todtes-Fall und am 3. Julii 1710. ansehnlichen Beerdigung mit eilfertiger Feder abschildern M. Gottfried Steinbrecher, Rect. Torgav, Torgau 1710, o. S..“

Steinbrecher nahm in seiner Predigt auch Bezug darauf, wie Johann Tramm d. J. in den Besitz der Kurfürstin kam. Von einem „Hochzeitsgeschenk“ ist hier nicht die Rede:  

„Und wird demnach der durch einen plötzlichen Tod hingeraffte kleine MARQUIS SANS PAREIL, der nunmehro selige Johann Tramm um desto mehr betrauert, je mehr derselbe ein Wunder der Natur unserer Allerdurchl. Königinn und Churfürstin von Dero Durchl. Herrn Vater […] nach seligem Hintritt Dero Durchl. Frau Mutter, Frauen Sophien Louisen […] zu Dero sonderbahren Vergnügen verehret worden.“

Und auch auf den plötzlichen Tod und die Abwesenheit der Kurfürstin ging Steinbrecher in seiner Predigt ein:  

„Wobey um so viel desto schmerzlicher zu beklagen, daß Ihro Königliche Majestät […] ungeachtet der treuen Vorsorge, da Sie Ihr geliebtes Hänschen, bey der angestellten Badereise lieber zu Hause in dessen Mutterschooße lassen, auf der Rückreise die traurige Post von dem plötzlichen Todesfall hören müssen.“

Am Ende der gedruckten Predigt werden dem nunmehro seligen kleinen MARQUIS SANS PAREIL zum letzten Ehren und Andenken noch mehrere Grabschriften gewidmet, die sich vom Wortlaut her in der Inschrift des später angefertigten Epitaphs wiederfinden.

## Epitaph
Christiane Eberhardine ließ nach dem Tod Johann Tramms d. J. ein Epitaph für ihn anfertigen, das bis zur Zerstörung im Jahr 1810 auf dem Friedhof der Marienkirche in Torgau stand. Es war aus Sandstein und hatte die Form eines kleinen, halb geöffneten Sarges, in dem die Figur des von ihr so geschätzten Hofzwergs abgebildet war. Die ausführliche und umlaufende Inschrift lautete:
Mein Leser! Betrachte genau, was Großes im Kleinen, ein Meisterstück der Natur, so von Geburt ein Unterhan, an Auferziehung ein Prinz, an Statur ein Kind, an Jahren ein Jüngling, an Verstand ein Mann, an Geschicklichkeit ein Meister, an Gottesfurcht ein Muster, Herr Johann Tramm, sonst Marquis Sans Bayreuth [gemeint ist: sans pareil] genannt, zu Stammbach im Markgrafenth. Bayreuth, den 11. Dec. 1689 geboren, von Ihre Majestät der Allerdurchlauchtigsten Großmächtigen Fürstin und Frau Christiane Eberhardine Königin von Polen und Churfürstin zu Sachsen gebornen Markgräfin zu Bayreuth wohlerzogen und geliebet in der königlichen Residenz Torgau an eben dem Tage und in dem Zimmer da 5 Jahre vorher dessen Vater vorangegangen, nämlich den 1. Juli 1719, im 21sten Jahre seines Alters an einem Schlagfuß [=Schlaganfall] plötzlich, doch sanft u. selig verschieden. Ein Wunder der Natur liegt unter diesem Stein, ein Zwerg, sechs Viertel lang, war von Statur gar klein, doch von Gemüthe groß, geschickt in vielen Sachen, Dadurch er sich beliebt bey aller Welt konnt machen. In seinem Christenthum war er sehr wohlgelehrt, mit fleißigem Gebeth hat er Gott stets verehrt. Um großer Herren Gunst wußt er sich zu bewerben, und endlich mußt er auch, so wie ein Großer sterben
Überliefert ist die Inschrift in der Chronik Annales der Stadt und der Parochie Pretzsch von 1540 bis 1840, nach sichern gedruckten und schriftlichen Nachrichten gefertigt und niedergeschrieben des Pfarrers von Pretzsch Johann Gottlieb Tepohl (1772–1844).